# Benny Green
Benny Green (también, con frecuencia, Bennie)(Chicago, Illinois, 16 de abril de 1923 - 23 de marzo de 1977) fue un trombonista norteamericano de jazz. 
En 1942, tras tocar en diversas bandas locales, se incorpora a la big band de Earl Hines, en la que coincide con Charlie Parker, Dizzy Gillespie, Oscar Pettiford y Sarah Vaughan, permaneciendo en ella hasta 1948, salvo el periodo de servicio militar. Tocará entonces en los grupos de Gene Ammons y Charlie Ventura, además de formar su propia banda, con Budd Johnson, y más tarde un sexteto en el que va incorporando a algunos de los principales saxofonistas de la época: Johnny Griffin, Eric Dixon, Eddie Lockjaw Davis, Frank Wess... A finales de los años 1960 actúa con la big band de Duke Ellington y, después, se instala en Las Vegas, dedicándose a tocar en clubs y hoteles locales.
Green estuvo muy influido por el espíritu be bop, y especialmente por J.J. Johnson, aunque mantuvo elementos más tradicionales en su forma de tocar, heredados de músicos como Trummy Young o Dickie Wells.

## Discografía básica

### Como líder
- 1951: Trombone by Three (Prestige)
- 1954: Benny Green	(Jubilee)
- 1955: Bennie Green Blows His Horn (Prestige)
- 1955: Bennie Green Sextet (Prestige)
- 1955: Blow Your Horn (Decca)
- 1956: Bennie Green with Art Farmer (Prestige)
- 1956: Walking Down (Prestige)
- 1958: Back on the Scene (Blue Note)
- 1958: Soul Stirrin (Blue Note)
- 1958: The Swingin'est (Vee-Jay)
- 1958: The 45 Sessio] (Blue Note) (publicado en Japón como Minor Revelation)
- 1959: Walkin' & Talking (Blue Note)
- 1960: Bennie Green	(Bainbridge)
- 1960: Hornful of Soul (Bethlehem) (también publicado como Catwalk)
- 1960: Bennie Green Quintet Swings the Blues (Enrica)
- 1961: Glidin' Along (Jazzland)

### Como músico de sesión
Con George Benson
- The George Benson Cookbook (1967)

Con Miles Davis
- Miles Davis and Horns (1956)

Con Ike Quebec
- Easy Living (1962)